# Dysschema rubripicta
Dysschema rubripicta là một loài bướm đêm thuộc phân họ Arctiinae, họ Erebidae.